# Быстрицкая, Валерия
Вале́рия Быстри́цкая (нем. Valeria Bystritskaia; род. 20 июня 1986, Москва) — немецкая модель, победительница конкурса красоты «Мисс Вселенная Германия 2011», участница международного конкурса «Мисс Вселенная 2011».

## Биография
Валерия Быстрицкая родилась 20 июня 1986 года в Москве в семье русского и украинской еврейки. В возрасте 7 лет вместе с матерью эмигрировала в Германию, и они обосновались в Карлсруэ. Согласно советам матери, свое еврейское происхождение она держала в секрете. Быстрицкая заявляла, что причиной эмиграции в Германию стал антисемитизм.
В 2011 году выиграла национальный конкурс красоты «Мисс Вселенная Германия 2011» и стала первой еврейкой, выигравшей национальный конкурс красоты. После победы стало известно о её еврейском происхождении, и Быстрицкая стала подвергаться травле в социальных сетях, неизвестные писали в её адрес угрозы. Представляла Германию на «Мисс Вселенная 2011», но по итогам конкурса в топ-16 не вошла. Из-за травли в Интернете в 2013 году покинула Германию и уехала в США.
В 2017 году вышла замуж за Джоэля Моубрея, основателя Fourth Factor Consulting.
Знает пять языков — русский, английский, немецкий, французский и итальянский.